# Défarde
La défarde est un mets d’abats d’agneau cuisiné au vin blanc. C'est une spécialité, avec la couve, de la ville de Crest dans le département français de la Drôme.

## Histoire

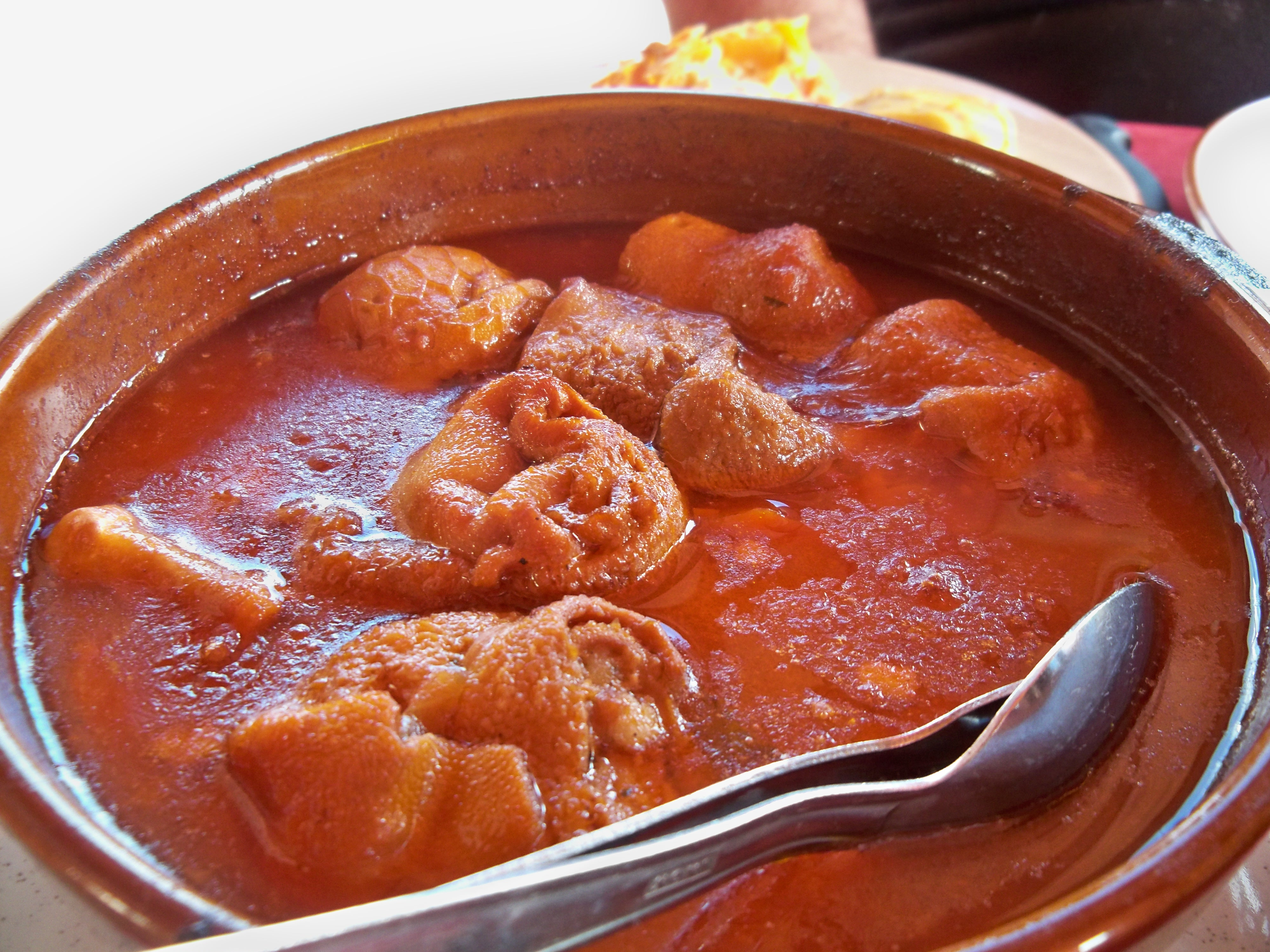
Défarde dans un bistrot de pays du parc naturel régional des Baronnies provençales.

La défarde est initialement considérée comme un « plat de pauvres », à une époque où l'élevage du mouton était répandu dans la région du Diois. Afin de ne rien perdre des morceaux de viande, alors rare, elle permettait l'utilisation des abats, peu prisés d'autres catégories de la population. 
Depuis 1983, à l'initiative du maire en poste, Maurice Rozier, un concours de la meilleure défarde est organisé, avec l'appui de la Confrérie de la défarde, à la mi-septembre, pour la fête de saint Ferréol, saint patron de Crest.

## Ingrédients
La défarde contient des panses et des pieds d'agneau, mouillés dans du vin blanc et accompagnés de carottes, de tomates, d'oignons, d'ail. On rajoute des clous de girofle, un bouquet garni et une persillade.